# Park Stryjski
Park Stryjski  (Park im. Jana Kilińskiego we Lwowie, ukr. Стри́йський парк у Львові) – jeden z największych parków Lwowa, założony w 1877 według projektów inspektora ogrodów miejskich Arnolda Röhringa. 

## Historia
Założenie parkowe powstało w latach 1876–1877 obejmując swoim obszarem zamknięty w 1823 stary Cmentarz Stryjski. Dwa lata później z inicjatywy radnego miejskiego Stanisława Niemczynowskiego posadzono liczne krzewy i drzewa, w 1894 powstał kamienny pomnik Jana Kilińskiego dłuta Juliana Markowskiego, który został patronem parku, uroczyste odsłonięcie miało miejsce 18 czerwca 1895. W tym samym czasie wschodnią część parku przeznaczono na teren organizowanej Wystawy Krajowej, powstały pawilony wystawowe oraz doprowadzono linię tramwajową. Podczas I wojny światowej na teren parku spadł samolot, w którym zginął austriacki lotnik. Jego mogiła znajdowała się w pobliżu Pałac Sztuki. W listopadzie 1918 na terenie parku dokonywano pochówków poległych strzelców ukraińskich, po zakończeniu działań wojennych ich ciała ekshumowano na Cmentarz Janowski. Od 1922 do wybuchu II wojny światowej na terenach po Wystawie Krajowej organizowano cykliczne Targi Wschodnie, aby ułatwić dostawę towarów i pasażerów od stacji kolejowej na Persenkówce doprowadzono tory kolejki wąskotorowej. W 1930 w parku wybudowano wieżę radiową. W 1951 kolejkę wąskotorową częściowo rozebrano pozostawiając torowisko na terenie parku, użyto go do stworzenia Lwowskiej Kolejki Dziecięcej. W 1952 wejście do parku od strony ulicy Parkowej zostało ozdobione łukami na kolumnach korynckich zaprojektowanych przez Henryka Szweckiego-Wineckiego, a teren parku znacznie powiększono o przylegające do niego nieużytki. Całość ogrodzono, dosadzono nowe drzewa i krzewy. W 2008 w górnej części parku wybudowano pierwszy na Ukrainie skate park. W 2009 z funduszy przekazanych przez polski rząd dokonano prac restauracyjnych pomnika Jana Kilińskiego, w tym samym roku rozpoczęto przebudowę alejek i oświetlenia. W 2013 wyremontowano znajdującą się przy głównym wejściu fontannę „Iwasyk-Telesyk”.

## Czasy współczesne
Park posiada powierzchnię 52 ha, jest położony na górzystych stokach kilku wąwozów, obsadzonych malowniczymi grupami drzew i krzewów różnych gatunków. Całość terenu dzieli się na trzy części, dolny taras, park leśny oraz górny taras będący pozostałością Targów Wschodnich. Większość budynków powystawowych uległa zniszczeniu, pozostały trzy budowle: wieża wodna w stylu gotyckim, pałac sztuki – przebudowany za czasów sowieckich na basen (jeden z budynków Politechniki Lwowskiej – sale do ćwiczeń dziewczyn WF i basen) oraz rotunda Panoramy Racławickiej – przebudowana za czasów sowieckich na salę do koszykówki i siatkówki (jeden z budynków Politechniki Lwowskiej – sale do ćwiczeń chłopców). Na terenie Parku Stryjskiego zbudowano sztuczną ruinę zamku, staw i restaurację.